# Diamond DA42

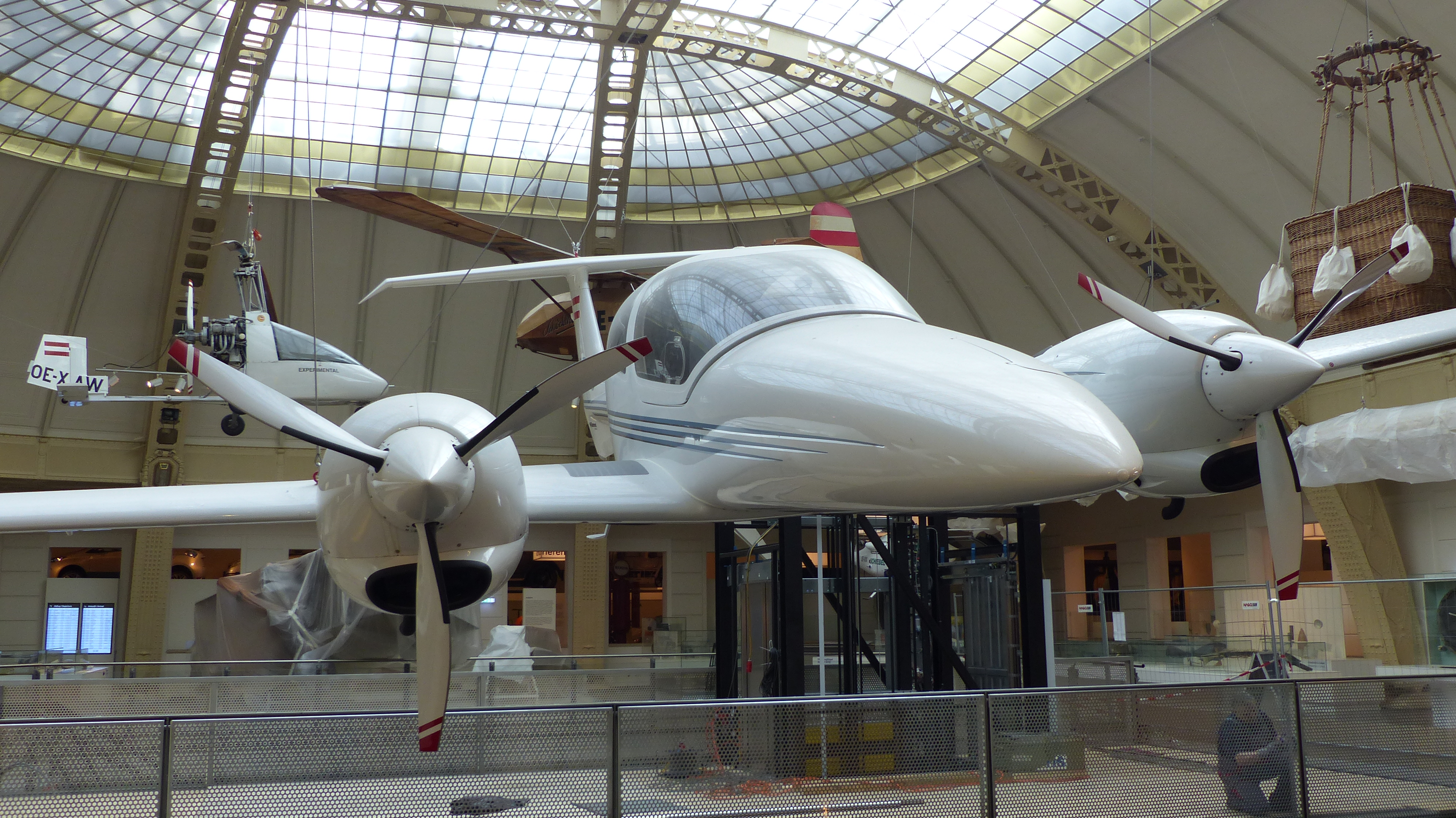
Diamond DA42 Twin Star, Technisches Museum Wien

Die Diamond DA42 Twin Star ist ein zweimotoriges Flugzeug des Flugzeugherstellers Diamond Aircraft.

## Entwicklung
Nach zweieinhalb Jahren Entwicklungszeit wurde die aus der DA 40 Star abgeleitete DA42 Twin Star im Mai 2004 zugelassen. Der Erstflug erfolgte am 9. Dezember 2002 mit Christian Dries, Geschäftsführer und Eigentümer von Diamond Aircraft Industries, und einem Flugingenieur an Bord.
Die DA42 Twin Star ist komplett für Instrumentenflug ausgerüstet und ist als Option auch mit einer auf Enteisungsflüssigkeit basierenden Flugzeugenteisung erhältlich, welche Flüge unter bekannten Vereisungsbedingungen ermöglicht. Somit kann man dieses Flugzeug als „allwettertauglich“ betrachten.

## Konstruktion
Das Flugzeug hat eine hohe aerodynamische Güte und wird von zwei 99 kW (135 PS) starken Dieselmotoren Centurion 1.7 angetrieben, die wahlweise mit Dieselkraftstoff oder Jet-A1-Treibstoff betrieben werden können. Neuere Baustände sind serienmäßig mit dem Centurion 2.0 ausgerüstet. In der neusten Version der Twin Star, der DA42-VI wird der AE300-Dieselmotor von Austro Engines mit 123,5 kW Leistung verbaut. Dieser Motor wurde Anfang 2009 von der EASA und im August 2009 auch von der FAA mitsamt dem Flugzeug für diesen Typ zugelassen und wurde nach der Zulassung auch in der DA40 eingesetzt. Die DA42 Twin Star ist aus Carbon-Composite gebaut und mit einem Glascockpit des Typs Garmin G1000 ausgestattet. Die maximale Startmasse beträgt 1785 Kilogramm (3935 lbs), die zulässige Höchstgeschwindigkeit etwa 356 km/h (192 kts).

## Varianten
DA42
In Österreich und Kanada gefertigte Produktion der DA42
DA42 L360
Mit Lycoming IO-360-Triebwerken (134 kW) ausgerüstete Version, welche AvGas statt Jet A-1 verwendet. Die Variante ist für den amerikanischen Flugschulmarkt bestimmt.
DA42 NG
Mit Austro Engine AE 300 (168 PS) ausgerüstete Variante. Im März 2009 EASA-, im April 2010 FAA-zertifiziert.
DA42-VI
Hergestellt unter dem gleichen Zertifikat wie die DA42 NG, wurde bei der DA42-VI die maximale Startmasse um 99 kg gesteigert. Neue Propeller und zahlreiche aerodynamische Veränderungen führen zu einer leicht verbesserten Performance gegenüber der herkömmlichen DA42 NG.
DA42 MPP
Die zweimotorige DA42 MPP (Multi Purpose Platform) ist als multifunktionaler Sensorträger geeignet und kann aufgrund der Ausstattung (Glascockpit mit Garmin G1000) bei Instrumentenflugbedingungen (IFR) eingesetzt werden, wobei Betriebsgeschwindigkeiten von 75 kts bis 152 kts (IAS) möglich sind. Im Überwachungsmodus/Betriebsmodus kann das Flugzeug bis zu 12,5 Stunden ohne Tankstopp in der Luft bleiben. Bei 50 % Leistung wird eine maximale Reichweite von mehr als 1350 km erzielt. Die maximale Flughöhe beträgt 5474 m bzw. 18.000 ft.
Die DA42 MPP ist entwickelt worden, um die folgenden Sensorausrüstungen tragen zu können:
- Großformat-Digitalkameras
- panchromatische & Multispektrale-Zeilen-Scanner
- hyperspektrale Zeilen-Scanner
- Laser-Scanner
- Synthetic Aperture Radar (SAR)
- kreiselstabilisierte Kameras für „High-Definition“-TV
- kreiselstabilisierte Multisensor-Kameras für Überwachungsaufgaben

(Grenzschutz, Exekutive, Umweltmonitoring usw.) Vom britischen Verteidigungsministerium wurden zwei Flugzeuge im Juni 2008 bestellt.
Aurora Centaur
Die Aurora Centaur ist ein von Aurora Flight Sciences vertriebenes Derivat der DA42 MMP, das als Optionally Piloted Vehicle ausgeführt ist. Am 28. November 2012 wurde das erste Serienexemplar an die Armasuisse ausgeliefert.
Dominator II
Aeronautics Defense Systems Ltd entwickelte eine als „Aeronautics Defense Dominator“ benannte UAV-Version der DA42, welche im Juli 2009 ihren Erstflug absolviert hatte. Sie verfügt über eine Höchstflugdauer von 28 Stunden, über eine Nutzlast von 900 lbs (408 kg) und eine Maximalgeschwindigkeit von 190 Knoten (354 km/h) bei einer maximalen Flughöhe von 30.000 Fuß (9144 m).

## Betreiber
Die Royal Thai Air Force setzt seit Mitte 2009 sechs Maschinen und der Jamaica Defence Force Air Wing zwei Maschinen seit 2013 für die Pilotenausbildung ein. Die thailändischen Maschinen werden von der Staffel 604 in Don Mueang betrieben. Die Argentinische Armee setzt die DA42 für Überwachungsaufgaben ein.
Eine spanische Flugschule bestellte sechs Maschinen mit einem Cockpit, das jenem des Airbus oder der Boeing entspricht, mit denen Verkehrspiloten ausgebildet werden sollen.
Weiterhin werden zukünftige Piloten bei Lufthansa Aviation Training auf der DA42 in Grenchen und Rostock-Laage ausgebildet.
Die Seenotrettungsorganisation Sea-Watch betreibt seit März 2025 zusammen mit der Humanitarian Pilots Initiative und dem kirchlich geführten Bündnis United4Rescue – Gemeinsam Retten eine DA42 unter dem Namen Seabird 3. Das Flugzeug soll über dem Mittelmeer nach Booten von Flüchtenden suchen und Menschenrechtsverletzungen dokumentieren.

## Zwischenfälle
Zwischen Juni 2007 und Mai 2012 kamen bei zehn Unfällen mit DA42 15 Menschen ums Leben:
- Am 6. Juni 2007 stürzte eine DA42 auf dem Flug von Aachen nach Valence in Frankreich ab, alle drei Insassen kamen ums Leben.[17]
- Am 20. September 2007 musste der Pilot einer DA42 auf dem Flug von Krems nach Linz nach einem Motorausfall in einem Feld bei St. Valentin notlanden. Der Pilot wurde schwerst verletzt, die Passagierin kam mit leichten Verletzungen davon.[18]
- Am 25. September 2007 starben drei Personen beim Absturz einer DA42 in Rumänien.[19]
- Beim Absturz einer DA42 am 15. April 2008 in Jechtingen nach einem Blitzschlag kam der Pilot ums Leben.[20]
- Am 29. Mai 2009 kam eine dreiköpfige Familie in der Steiermark ums Leben, als ihr Flugzeug bei dichtem Nebel in einen Wald am Hang des Schwarzkogel zwischen Hohentauern und Trieben prallte.[21]
- Am 6. Juni 2009 wurden zwei Personen in Niederösterreich getötet.[22]
- Am 16. Juli 2011 lenkte ein 48-jähriger Pilot eine gemietete DA42 nach mehrmaligem Tiefflug über der schweizerischen Gemeinde Oberhallau (SH) gewollt in ein Einfamilienhaus am Dorfrand. Beim Gebäude handelte es sich um sein Elternhaus, welches noch von seiner 69-jährigen Mutter bewohnt wurde. Diese konnte von den ersten Rettungskräften unverletzt aus dem brennenden Gebäude geborgen werden, der Sohn, der einen Abschiedsbrief hinterließ, kam ums Leben.[23][24]
- Am 28. Mai 2012 starben eine Frau und ein Mann nach einem Absturz einer DA42 nach dem Start in Parchim. Zwei Personen überlebten schwer verletzt.[25]
- Am 2. Juni 2016 kamen drei Menschen beim Absturz einer DA42 (Luftfahrzeugkennzeichen HS-IAN) in der Nähe von Nakhon Phanom in Thailand ums Leben, nachdem ein Triebwerk in Brand geraten war.[26]
- Am 12. September 2017 kamen vier Personen beim Absturz einer DA42 (Kennzeichen F-HFBS) bei Ghisonaccia auf Korsika ums Leben.[27]

## Technische Daten
| Kenngröße                | Daten DA42                                  | Daten DA42-VI                          |
| ------------------------ | ------------------------------------------- | -------------------------------------- |
| Besatzung                | 1–2                                         | 1–2                                    |
| Passagiere               | 2–3                                         | 2–3                                    |
| Länge                    | 8,56 m                                      | 8,56 m                                 |
| Spannweite               | 13,42 m                                     | 13,42 m                                |
| Höhe                     | 2,49 m                                      | 2,49 m                                 |
| Flügelfläche             | 16,29 m²                                    | 16,29 m²                               |
| Flügelstreckung          | 11,1                                        | 11,1                                   |
| Leermasse                | ca. 1250 kg                                 | ca. 1450 kg                            |
| max. Startmasse          | 1785 kg                                     | 1999 kg                                |
| Reisegeschwindigkeit     | 287 km/h                                    | 326 km/h                               |
| Höchstgeschwindigkeit    | 356 km/h                                    | 365 km/h                               |
| Steigleistung (ISA, MSL) | 5,5 m/s                                     | 7,0 m/s                                |
| Dienstgipfelhöhe         | 5486 m                                      | 5486 m                                 |
| Reichweite               | 1912 km                                     | 2250 km                                |
| Triebwerke               | 2× Thielert Centurion TAE 2.0 mit je 114 kW | 2× Austro Engine AE300 mit je 123,5 kW |

## Vergleichbare Flugzeuge
- Piper Seminole
- Beechcraft Duchess
- EM-11 Orka
- Tecnam P2006T